# Katáib Hizballáh
Kata'ib Hizballáh (arabsky كتائب حزب الله, Brigády Boží strany), též Brigády Hizballáhu je polovojenská organizace tvořené iráckými šíity a podporovaná Íránem. Svou aktivitu vyvíjela v občanských válkách v Iráku a Sýrii, bojovala proti americké invazi do Iráku a účastnila se i bojů proti Islámskému státu v Iráku a Sýrii. Kata'ib Hizballáh nemá nic společného s šíitským hnutím Hizballáh v Libanonu, tedy až na ideologickou spřízněnost a spojenectví irácké organizace a libanonského hnutím.

## Historie
Organizace byla založena v roce 2003 a následně se účastnila povstání proti americké invazi, která svrhla Saddáma Husajna. Známou se stala díky nahráváním videí svých útoků na internet. Díky svým útokům na koaliční jednotky, které kulminovaly v roce 2007 se v roce 2008 stala organizace cílem společné americko-irácké vojenské operace, při které bylo zajata řadu jejich příslušníků včetně vůdců. Zbytek organizace se údajně stáhl do Íránu.
2. července 2009 byla organizace zařazena na seznam teroristických skupin ministerstva zahraničí USA. Americké úřady ji viní z raketových a minometných útoků a útoků RPG a IED zaměřené na americké a irácké síly.
V roce 2013 vyslala své příslušníky do Sýrie, kde se zapojili do syrské občanské války a po boku jednotek loajálních prezidentovi Bašárovi bojovali proti sunitským povstalcům. V roce 2014 se organizace zapojila i do bojů proti Islámskému státu v Iráku a společně s několika dalšími skupinami vytvořila šítské milice známé jako Lidové mobilizační síly (PMF). V roce 2016 se tyto milice zúčastnily po boku irácké armády v bojích proti Islámskému státu bitvy o Mosúl a bojů kolem Tal Afaru.

## Struktura organizace
Ve svém počátku byla organizace tvořena příslušníky irácké Organizace Badr a, jejím zakladatelem a velitelem byl Jamal Jafaar al-Ibrahim, známý jako Abu Mahdi al-Muhandis. Struktura organizace není známá. Financovaná je Íránem prostřednictvím íránských jednotek Quds, odkud dostává i zbraně a kde se cvičí její příslušníci. Podle tvrzení iráckých zpravodajských služeb se počet členů organizace pohybuje kolem 1000 mužů, kteří pobírají měsíční žold kolem 300 až 500 dolarů.
Velitel organizace zahynul při americkém raketovém útoku na velitele jednotek Quds K. Sulejmáního 3. ledna 2020 v Bagdádu.

## Známé akce
- V listopadu 2009 organizace podnikla raketový útok, při kterém zahynuli dva pracovníci OSN.
- 27. prosince 2019 podnikla organizace rozsáhlý raketový útok na americké základny v Iráku, při kterých zahynul jeden americký civilista a zranění byli další Američané a Iráčané. Jako odvetu za tento útok bombardovalo americké letectvo 29. prosince velitelství organizace poblíž Al-Qa´imu a sklady zbraní a velitelská stanoviště v Sýrii a Iráku, při kterých bylo údajně zabito asi 25 příslušníků organizace.